# Sanhadja de Srayr
 (avril 2025).
Motif : En attendant des sources secondaires centrées.
- Archive Wikiwix
- Bing
- Cairn
- DuckDuckGo
- E. Universalis
- Gallica
- Google
- G. Books
- G. News
- G. Scholar
- Persée
- Qwant
- (zh) Baidu
- (ru) Yandex
- (wd) trouver des œuvres sur Wikidata

| 1. | Préciser le motif de la pose du bandeau. | Précisez le motif de la pose du bandeau en utilisant la syntaxe suivante : {{admissibilité à vérifier\|date=août 2025\|motif=remplacez ce texte par le motif}}                         |
| 2. | Informer les utilisateurs concernés.     | Pensez à avertir le créateur de l'article, par exemple, en insérant le code ci-dessous sur sa page de discussion : {{subst:avertissement admissibilité à vérifier\|Sanhadja de Srayr}} |

Les Sanhadja de Srayr ou Senhaja Sraïr (berbère : ⵉⵥⵏⴰⴳⵏ ⵏ ⵙⵔⴰⵢⵔ (Iẓnagen n-Srayr), jebli : صنهاجة د السراير (Ṣanhaja d-Srayr)) constituent un groupe ethnique et une confédération tribale berbère du nord du Maroc, établie dans le Rif central.

## Langue
Le parler berbère des Sanhadja de Srayr s'appelle Tasenhajit, Senhajiya, Shilha/Shelha (ššelḥa). Shelha est un terme en arabe utilisé pour désigner les variétés berbères en général, et le parler des Senhaja Sraïr il rapproche aux parlers du Moyen-Atlas, bien qu'il soit influencé par les parlers rifains voisins.
Des tribus constituant la confédération des Sanhadja de Srayr, celle de Ketama est majoritairement arabophone et celle d'Aït Bouchibet est totalement arabophone, tandis que les autres tribus sont berbérophones. Le parler des Ketama est considéré comme distinct de celui des autres tribus et n'est plus parlé que dans 7 villages de la région: Aït Ahmed, Aït Aïssi, Makhzen, Asmmar, Talghount, Sahel et Zkara.
Le sanhadji de Srayr est considéré par l'UNESCO comme étant en « situation critique ». En 2013, près de 50 000 personnes parlent le sanhadji de Srayr,.

## Composition tribale
Les Sanhadja de Srayr sont organisés en confédération, ou leff, rassemblant 10 tribus d'origine sanhadja :
- Ketama[7], aux environs de la localité d'Ighadjaren et de Tlat Ketama, à l'ouest d'Issaguen ;
- Aït Seddat[7], à l'est d'Issaguen ;
- Taghzout[7] ;
- Aït Khennous[7] ;
- Aït Bounsar[7], aux environs de la localité d'Izourdaz ;
- Aït Ahmed[7], aux environs de la commune de Beni Ahmed ;
- Aït Bouchibet[7] ;
- Aït Bchir[7] ;
- Zarqet[7] ;
- Aït Mezdouy[8].

## Histoire

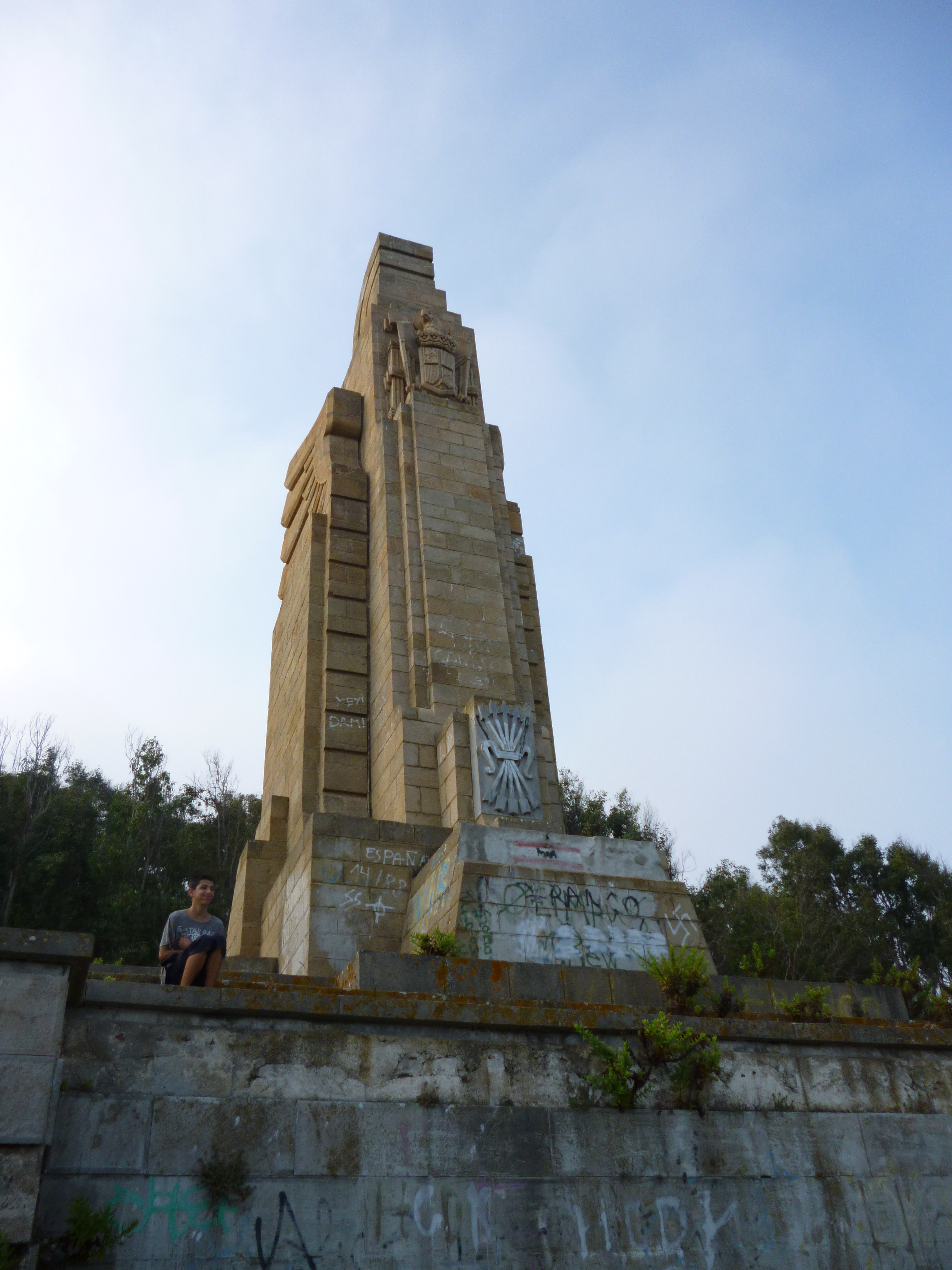
Le statut de Llano Amarillo.

Les tribus de Sanhaja Srayr ont fourni beaucoup pour résister au colonialisme espagnol dans le rif, et l'entrepôt d'armes d'Abd al-Karim al-Khattabi était situé à Aït Seddat (l'une des tribus). Leur résistance était sous la direction de Mohammed Seddiq Akhemlich, chef de la Zawiya Khamlichia, qui était très respecté dans toute la confédération des Senhaja Sraïr.
On notte aussi que leur majeur ville "Issaguen" nommée par les espagnols "Llano Amarillo" a connue la première étincelle de la guerre civile espagnole en 1936, sous l'organisation du général Franco.

## Culture

### Folklore
Contre l'effacement de leur langue "Tasenhajit", l’association Amazighs de Senhaja du Rif a initié plusieurs actions de valorisation, précisément à travers le festival Bachikh, qui symbolise à la fois la mémoire poétique locale et le renouveau culturel. Le mot Bachikh, originaire de l’héritage oral des montagnes, exalte un chant ou un cri traditionnel presenté dans les fêtes rurales. Le festival offre un espace où se croisent les musiciens, les chercheurs et les jeunes engagés dans la réappropriation identitaire des Senhaja Sraïr dans le paysage culturel amazigh,.

### Musique
La musique traditionnelle des Senhaja Sraïr occupe une place centrale dans leur culture. Le style musical ou poetique le plus caractéristique s'appelle Ticherribin, un chant collectif en langue senhajie, rythmé par le bendir et parfois accompagné par la ghaita. Ces chants reflètent des thèmes comme l’amour, la mémoire des ancêtres, la terre ou encore la solidarité entre les tribus. Ticherribin est souvent pratiquées pendant des mariages, des fêtes agricoles ou religieuses, avec des danses en cercle typiques du Rif central,.

### Danse Traditionnelle
La danse traditionnelle Lhayt est l’une des expressions culturelles représentatives des Senhaja Sraïr et du Rif central en général. Elle se pratique en groupe, en ligne ou en cercle, avec des mouvements d’épaule et de pieds synchronisés, suivis par le bendir et le chant Ticherribin.

### Architecture Sanhadjienne
L’architecture traditionnelle des Senhaja Srayr reflète une richesse patrimoniale basée aux conditions géographiques de la région, notamment au climat montagnard froid. Les maisons sont souvent construites en pierre, en terre battue, avec des toits triangulaires faits de bois (principalement de cèdre) adaptés aux fortes variations climatiques du Haut Rif central.Les habitations sont généralement regroupées en hameaux. Il est également important de mentioner comment ce peuple a su coexister en harmonie avec la nature,.

### L'artisanat
Taghzout, parmi les tribus des Senhaja Srayr, est connu par son artisanat du cuir, du bois et la fabrication de fusils traditionnels,. Ces fusils ont été utilisés dans la guerre du Rif pour résister aux forces coloniales espagnoles,. En revanch cette talent artisanal reflète l’identité riche et l’histoire des Senhaja Srayr.

## Religion
Généralement les Senhaja de Srayr sont des musulmans. Selon Abdulrahman Al-Tayyibi dans sa revue "Le cadre religieux des tribus Senhaja Srayr : la Zawiya Khamlichia comme modèle", Les Senhaja de Srayr suivent la secte soufie sunnite à la manière Khamlichi. Il faut également noter que'Esteban Ibáñez dans l'introduction de son dictionnaire "Diccionario Español Senhayi" a mentionné que les Senhaja Srayr sont encore attachés à leurs croyances, rites et superstitions ancestrales. Il a dit aussi que le maraboutisme, ou culte des saints, est encore profondément ancré chez eux, tout comme le culte sacré des grottes, de certains animaux et autres forces secrètes de la nature…